# John E. Franz
John E. Franz (* 21. Dezember 1929 in Springfield (Illinois))  ist ein US-amerikanischer Chemiker. Er entwickelte 1970 bei Monsanto das Herbizid Glyphosat (Roundup).

## Leben
Franz erhielt 1951 seinen Bachelor-Abschluss in Chemie an der University of Illinois und wurde 1955 an der University of Minnesota in organischer Chemie promoviert. Im selben Jahr begann er für Monsanto in St. Louis (Missouri) zu arbeiten.
1970 entdeckte er die herbizide Wirkung von Glyphosat, das bereits 1950 vom schweizerischen Chemiker Henri Martin beschrieben wurde. Die Entdeckung der herbiziden Wirkung von Glyphosat führt zur Entwicklung von Roundup, das 1974 auf den Markt kam. Es wirkt nur auf Pflanzen und kaum auf Tiere oder Bakterien und hat eine geringe Mobilität, so dass es überwiegend am Ort des Versprühens verbleibt. Es gehört zu den am meisten verbreiteten Herbiziden und verschaffte Monsanto Milliarden-Umsätze. 1991 ging er bei Monsanto in den Ruhestand als Distinguished Fellow der Abteilung Synthese.

## Auszeichnungen
Er wurde in die National Inventors Hall of Fame aufgenommen und erhielt 1987 die National Medal of Technology. 1990 erhielt er die Perkin Medal und 1989 den Carothers Award. 1981 erhielt er die höchste wissenschaftliche Auszeichnung von Monsanto, den J. F. Queenie Award. Franz hält 70 US- und 800 ausländische Patente.